# Артуковский сельсовет
Артуковский сельсовет — упразднённая административная единица на территории Речицкого района Гомельской области Белоруссии.

## Состав
Артуковский сельсовет включал 11 населённых пунктов:
- Артуки — деревня.
- Барбары — посёлок.
- Ветхинь — деревня.
- Вознесенск — посёлок.
- Краснополье — деревня.
- Кружок — посёлок.
- Ляховец — посёлок.
- Надвин — деревня.
- Прокисель — деревня.
- Рельки — посёлок.
- Теребеевка — деревня.